# Tal Wilkenfeld

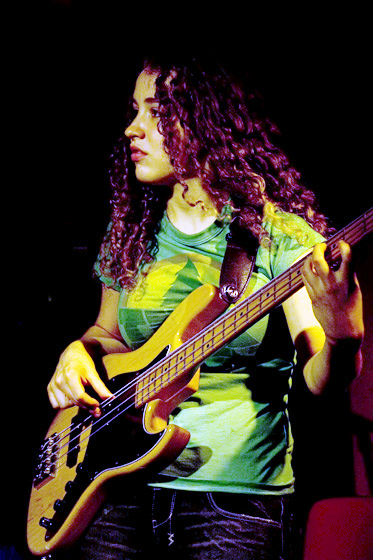
Tal Wilkenfeld 2008

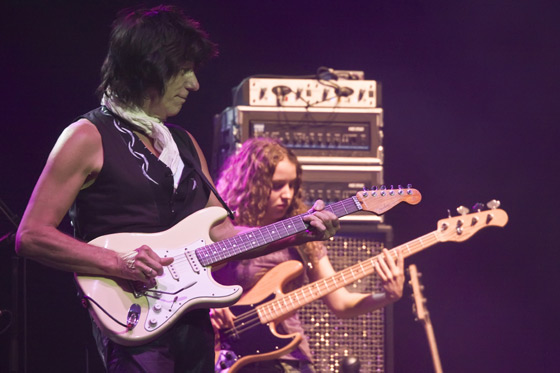
Jeff Beck und Tal Wilkenfeld im Palais Theatre, Melbourne, 2009

Tal Wilkenfeld (* 2. Dezember 1986 in Sydney) ist eine australische Jazz- und Fusion-Bassistin, Sängerin und Songwriterin.

## Leben und frühe Karriere
Im Alter von 14 Jahren begann Wilkenfeld Gitarre zu spielen und wechselte mit 17 zum E-Bass. Sie verließ die High School, um Musikerin zu werden, und übersiedelte im Alter von 16 Jahren in die Vereinigten Staaten. In Los Angeles begann sie als Sessionmusikerin. Nach zwei Jahren zog sie nach New York City, wo sie mit Musikern wie Jeff Tain Watts, der Allman Brothers Band, Leni Stern, Russell Ferrante, Susan Tedeschi, Hiram Bullock, Kenwood Dennard, Adam Deitch und David Kikoski auftrat. Dort veröffentlichte sie 2007 auch ihr Debütalbum Transformation, auf der sieben von ihr komponierte, produzierte und arrangierte Titel zu hören sind.
2008 wählten sie die Leser des „Bass Player“-Magazins zur interessantesten Neuentdeckung des Jahres.
Bereits mit 21 begleitete Wilkenfeld sowohl Chick Corea auf Australien-Tour als auch Jeff Beck durch Europa. Seither spielte sie mit vielen anderen Größen wie Eric Clapton, Steve Lukather, Herbie Hancock, Joss Stone, Wayne Shorter, Lee Ritenour, dem Wayne-Krantz-Trio, Jackson Browne, Ryan Adams und Corinne Bailey Rae. Bei der Aufnahme von Jeff Beck in die Rock and Roll Hall of Fame im Jahr 2009 spielte Wilkenfeld gemeinsam mit Jimmy Page. 2010 arbeitete sie mit Prince zusammen und wirkte auf dessen Album Welcome 2 America mit, das aber erst im Juli 2021 veröffentlicht wurde.
Tal Wilkenfeld wurde früh Werbepartnerin für Sadowsky Guitars und den schwedischen Verstärker-Hersteller  EBS.

## Diskographie

### Singles
- 2016 Corner Painter
- 2018 Under the Sun

### Soloalben
- 2007 Transformation
- 2019 Love Remains

### Mitwirkungen
- 2008 mit Jeff Beck Performing This Week... Live At Ronnie Scott's Jazz Club
- 2010 mit Jeff Beck Emotion & Commotion
- 2010 mit Herbie Hancock The Imagine Project
- 2010 mit Macy Gray The Sellout
- 2010 mit Lee Ritenour Six String Theory
- 2012 mit Jackson Browne Chimes of Freedom The Songs of Bob Dylan
- 2012 mit Trevor Rabin Jacaranda
- 2012 mit Wayne Krantz Howie 61
- 2012 mit Lee Ritenour Rhythm Sessions
- 2013 mit Steve Lukather Transition
- 2014 mit Ryan Adams Ryan Adams
- 2014 mit Jackson Browne Standing in the Breach
- 2014 mit Diversen All is Bright (Weihnachtssampler)
- 2014 mit Toto XIV
- 2015 mit Todd Rundgren Global

### DVDs
- 2007 mit Diversen Crossroads Guitar Festival 2007
- 2008 mit Jeff Beck Live at Ronnie Scott's Jazz Club
- 2010 mit Diversen The 25th Anniversary Rock & Roll Hall Of Fame Concerts
- 2010 mit Diversen Rock And Roll Hall Of Fame + Museum Live Legends
- 2013 mit Herbie Hancock und Quincy Jones Experience Montreux 3D
- 2013 mit Diversen Crossroads Guitar Festival 2013